# Кјеза ди Мадреголо (Парма)
Кјеза ди Мадреголо је насеље у Италији у округу Парма, региону Емилија-Ромања.
Према процени из 2011. у насељу је живело 9 становника. Насеље се налази на надморској висини од 73 м.